# پروژستوژن

استروئید، with progestogens and their precursors inside the yellow box.

پروژستوژن (انگلیسی: Progestogen) یک گروه از هورمونهای استروئیدی هستند که به گیرنده پروژسترون (PR) متصل شده و آن را فعال می‌کنند.
مهمترین پروژستوژن بدن هورمون پروژسترون است. سایر پروژستوژن‌ها عبارتند از ۱۷-هیدروکسی پروژسترون، ۵آلفا-دی‌هیدروپروژسترون و
۱۱-دئوکسی کورتیکوسترون